# Sam Lammers
Sam Lammers, né le 30 avril 1997 à Tilbourg aux Pays-Bas, est un footballeur international espoir néerlandais. Il évolue actuellement au poste d'avant-centre au FC Twente.

## Biographie

### PSV Eindhoven
Formé au PSV Eindhoven, Lammers évolue dans les équipes de jeunes avant de débuter en pro le 15 octobre 2016, lors du match nul entre son équipe et Heracles Almelo (1-1 score final). Il inscrit son premier but en championnat avec les pros le 7 mai 2017 sur la pelouse du FC Groningue. Ce but permet à son équipe d'égaliser à 1-1 et donc de gagner le point du match nul. Lors de la journée suivante, le 14 mai, il est titularisé pour la première fois, lors d'un match de championnat face au PEC Zwolle et se montre à nouveau décisif en marquant son deuxième but pour le club. Son équipe s'impose finalement par quatre buts à un.
En juillet 2017 il est définitivement promu en équipe première, intégré par l'entraîneur Phillip Cocu, en même temps que Dante Rigo et Pablo Rosario notamment

### SC Heerenveen
Lammers est prêté par le PSV une saison au SC Heerenveen lors de l'été 2018. Il débute le 10 août 2018 lors de la première journée de championnat en étant titulaire lors de la victoire (2-3) face au PEC Zwolle. Le 1er septembre il marque son premier but pour Heerenveen, lors du match nul contre VVV Venlo (1-1). Le 20 janvier 2019 il est hauteur d'une grosse performance contre l'Ajax Amsterdam, en inscrivant deux buts et délivrant une passe décisive pour Mitchell van Bergen, permettant à son équipe d'obtenir le match nul dans ce match spectaculaire (4-4).

### Retour au PSV Eindhoven
De retour au PSV Eindhoven après un prêt réussi au SC Heerenveen, Sam Lammers est bien parti pour prendre la place de Luuk de Jong qui a rejoint le Séville FC, et qui était le titulaire au poste d'avant-centre au PSV jusqu'ici. Lammers commence bien sa saison dès le 23 juillet 2019 où son équipe affronte le FC Bâle pour un match de qualification pour la Ligue des Champions. Ce jour-là il entre en cours de partie à la 82e minute de jeu à la place de Hirving Lozano alors que son équipe est menée deux buts à un, et sept minutes plus tard il égalise, le PSV remportant ensuite la rencontre dans le temps additionnel (3-2). Cependant, Lammers se blesse par la suite au genou et est éloigné des terrains pour une longue durée. Six mois plus tard fait son retour à la compétition lors d'un match de coupe des Pays-Bas, le 23 janvier 2020, face au NAC Breda. Le PSV s'incline par deux buts à zéro ce jour-là.

### Atalanta Bergame
Le 22 septembre 2020, Sam Lammers s'engage en faveur de l'Atalanta Bergame.

### Prêts
Le 7 août 2022, Sam Lammers est prêté pour une saison à l'Empoli FC.
En janvier 2023 il est rappelé de son prêt et rejoint dans la foulée l'UC Sampdoria, là aussi sous la forme d'un prêt, jusqu'à la fin de la saison.

### Glasgow Rangers
Le 15 juin 2023, Sam Lammers quitte définitivement l'Atalanta Bergame où il ne se sera pas imposé, et s'engage en faveur du Glasgow Rangers. Il signe un contrat de quatre ans, soit jusqu'en juin 2027,.

### FC Utrecht
Le 10 janvier 2024, Sam Lammers fait son retour aux Pays-Bas, rejoignant le FC Utrecht sous la forme d'un prêt jusqu'à la fin de la saison.
Lammers marque son premier but pour Utrecht le 11 février 2024 contre le Fortuna Sittard, en championnat. Titulaire, il participe à la victoire de son équipe par quatre buts à zéro.

### En sélection nationale
Avec les moins de 19 ans, il participe au championnat d'Europe des moins de 19 ans en 2016. Lors de cette compétition, il joue quatre matchs. Il inscrit trois buts, contre la Croatie, l'Angleterre et l'Allemagne. Il délivre également une passe décisive. Les Néerlandais se classent sixième de ce tournoi. 
Lammers honore sa première sélection avec l'équipe des Pays-Bas espoirs le 24 mars 2017 contre l'équipe de Finlande espoirs. Le match est remporté 2-0 par les Néerlandais Il inscrit son premier but le 10 novembre 2017, contre l'équipe d'Andorre espoirs, lors d'une large victoire des Jong Oranje, 8-0.

## Statistiques
| Saison                | Club                       | Championnat           | Championnat | Championnat | Coupe(s) nationale(s) | Coupe(s) nationale(s) | Compétition(s) continentale(s) | Compétition(s) continentale(s) | Compétition(s) continentale(s) | Total | Total |
| Saison                | Club                       | Division              | M.          | B.          | M.                    | B.                    | Comp.                          | M.                             | B.                             | M.    | B.    |
| 2016-2017             | PSV Eindhoven              | Eredivisie            | 5           | 2           | 2                     | 0                     | -                              | -                              | -                              | 7     | 2     |
| 2017-2018             | PSV Eindhoven              | Eredivisie            | 7           | 0           | 3                     | 1                     | C3                             | 1                              | 0                              | 11    | 1     |
| Sous-total            | Sous-total                 | Sous-total            | 12          | 2           | 5                     | 1                     | -                              | 1                              | 0                              | 18    | 3     |
| 2018-2019             | SC Heerenveen              | Eredivisie            | 31          | 16          | 4                     | 3                     | -                              | -                              | -                              | 35    | 19    |
| Sous-total            | Sous-total                 | Sous-total            | 31          | 16          | 4                     | 3                     | -                              | -                              | -                              | 35    | 19    |
| 2019-2020             | PSV Eindhoven              | Eredivisie            | 7           | 2           | 2                     | 0                     | C1                             | 1                              | 1                              | 10    | 3     |
| 2020-2021             | PSV Eindhoven              | Eredivisie            | 1           | 0           | -                     | -                     | -                              | -                              | -                              | 1     | 0     |
| Sous-total            | Sous-total                 | Sous-total            | 8           | 2           | 2                     | 0                     | -                              | 1                              | 1                              | 11    | 3     |
| 2020-2021             | Atalanta Bergame           | Serie A               | 15          | 2           | 1                     | 0                     | C1                             | 1                              | 0                              | 17    | 2     |
| 2021-2022             | Atalanta Bergame           | Serie A               | 2           | 0           | -                     | -                     | C1                             | 0                              | 0                              | 2     | 0     |
| Sous-total            | Sous-total                 | Sous-total            | 17          | 2           | 1                     | 0                     | -                              | 1                              | 0                              | 19    | 2     |
| 2021-2022             | Eintracht Francfort (prêt) | Bundesliga            | 15          | 1           | -                     | -                     | C3                             | 7                              | 1                              | 22    | 2     |
| Sous-total            | Sous-total                 | Sous-total            | 15          | 1           | 0                     | 0                     | -                              | 7                              | 1                              | 22    | 2     |
| 2022-2023             | Empoli FC (prêt)           | Serie A               | 14          | 1           | -                     | -                     | -                              | -                              | -                              | 14    | 1     |
| Sous-total            | Sous-total                 | Sous-total            | 14          | 1           | 0                     | 0                     | -                              | 0                              | 0                              | 14    | 1     |
| 2022-2023             | UC Sampdoria (prêt)        | Serie A               | 19          | 1           | 1                     | 0                     | -                              | -                              | -                              | 20    | 1     |
| Sous-total            | Sous-total                 | Sous-total            | 19          | 1           | 1                     | 0                     | -                              | 0                              | 0                              | 20    | 1     |
| 2023-2024             | Rangers FC                 | Premiership           | 17          | 2           | 4                     | 0                     | C1+C3                          | 4+6                            | 0+0                            | 31    | 2     |
| Sous-total            | Sous-total                 | Sous-total            | 17          | 2           | 4                     | 0                     | -                              | 10                             | 0                              | 31    | 2     |
| 2023-2024             | FC Utrecht (prêt)          | Eredivisie            | -           | -           | -                     | -                     | -                              | -                              | -                              | 0     | 0     |
| Sous-total            | Sous-total                 | Sous-total            | 0           | 0           | 0                     | 0                     | -                              | 0                              | 0                              | 0     | 0     |
| Total sur la carrière | Total sur la carrière      | Total sur la carrière | 130         | 27          | 17                    | 4                     | -                              | 20                             | 2                              | 167   | 33    |

## Palmarès

### En club
PSV Eindhoven
- Champion des Pays-Bas
  - Champion : 2018

 Eintracht Francfort
- Ligue Europa :
  - Vainqueur : 2022

- Rangers FC
  - Vainqueur de la Coupe de la Ligue écossaise en 2023-2024